# Anne-Marie Storrer
 (août 2019).
Anne-Marie Storrer, née le 12 mai 1930 et morte le 17 décembre 2020 à Bruxelles, est une juriste et féministe belge.

## Biographie
Anne-Marie Storrer est née le 12 mai 1930 à Bruxelles. Elle est la fille d'Albert Storrer, ingénieur-architecte et fonctionnaire au Ministère des ponts et chaussées et de Marie-Louise Courtois, descendante de la famille Van Halen.
En 1953, elle sort diplômée en droit de l’Université catholique de Louvain puis s’inscrit au barreau de Bruxelles en 1956.
Avec Angèle Grégoire-van Oppems, elle crée l’Association belge des femmes juristes (ABFJ) en 1956. Cette création se fait dans un contexte difficile pour les femmes juristes. En effet, celles-ci doivent subir de nombreuses discriminations et railleries de leurs confrères masculins. La création de l'ABFJ est soutenue par de grandes figures du féminisme belge telles que Aimée Racine ou Georgette Ciselet.
Au sein de l'Association, il existe différentes commissions. Anne-Marie Storrer dira que « L’esprit d’équipe nous caractérise vraiment, bien que nous soyons différentes d’âge, de convictions politiques et d’idéologie. Nous partageons la même formation, le même langage, l’habitude de discuter et surtout le même désir de justice et d’égalité ».
Anne-Marie Storrer est présidente de l'ABFJ de 1970 à 1976. Au cours de son mandat, elle arrive à faire passer le nombre d'adhérentes de 25 à 2 000 (70 femmes cotisaient et 1 500 femmes recevaient les informations).
Elle est également conseillère juridique du Groupement belge de la porte ouverte.
En tant qu'avocate, Anne-Marie Storrer s'illustre sur la question des violences faites aux femmes. En 1974, elle représentera avec Anne Krywin, deux femmes belges violées à Marseille alors qu'elles étaient en vacances. Ces femmes seront ensuite défendues par Gisèle Halimi.
Elle fut également membre du Conseil de l’Ordre des avocats où elle instaura une nurserie au palais de justice.

## Ouvrages
- Le général Van Halen et la Révolution belge de 1830, Bruxelles, Racine, 2005, 141 p.
- Anne-Marie Storrer et Marianne Ceysens-Gribomont, Le Nouveau code du mariage, Créadif
- « Les femmes juristes devant le problème », Avortement et Contraception. Colloque des 11 et 12 mars 1971,‎ 1972